# Nikoła Georgiew
Nikoła Georgijew (bułg. Никола Георгиев, ur. 24 listopada 1937 w Kazanłyk, zm. 23 września 2019 w Sofii) – bułgarski filolog, krytyk literacki, kulturolog, folklorysta, publicysta; profesor. 

## Życiorys
Ukończył filologię bułgarską na Uniwersytecie Sofijskim. Autor szeregu publikacji, poświęconych teorii literatury.

## Publikacje
- 1976 – Byłgarska narodna pesen (Bułgarska pieśń ludowa)
- 1985 – Analiz na liriczeskata tworba
- 1999 – Mnenija i symnenija
- 2006 – Trewożnoto literaturoznanije